# Tuzos de la UAZ
Para el equipo de fútbol, véase Tuzos de la Universidad Autónoma de Zacatecas.
Los Tuzos de la UAZ es un equipo del Circuito de Básquetbol del Noreste con sede en Zacatecas, Zacatecas, México.

## Historia

### Inicios
Los Tuzos de la UAZ tuvieron sus inicios en el CIBANE en el 2011, y jugaban sus partidos de local en el Gimnasio "Profesor Marcelino González".

### Actualidad
Los Tuzos de la UAZ ingresaron a la LPB en el 2015, y juegan sus partidos de local en el Gimnasio de la UAZ siglo XXI.